# Виноградівська сільська рада (Сакський район)
Виногра́дівська сільська́ ра́да — адміністративно-територіальна одиниця та орган місцевого самоврядування в Сакському районі Автономної Республіки Крим. Адміністративний центр — село Виноградове.

## Загальні відомості
- Населення ради: 1 285 осіб (станом на 2001 рік)

## Населені пункти
Сільській раді були підпорядковані населені пункти:
- с. Виноградове
- с. Вітрівка

## Склад ради
Рада складалася з 14 депутатів та голови.
- Голова ради: Більська Наталя Михайлівна
- Секретар ради: Єремеєвич Раїса Іванівна

### Керівний склад попередніх скликань
| Прізвище, ім'я, по батькові | Основні відомості                                                 | Дата обрання | Дата звільнення |
| --------------------------- | ----------------------------------------------------------------- | ------------ | --------------- |
| Супряга Іван Йосипович      | Сільський голова, 1951 року народження, безпартійний              | 26.03.2006   | 31.10.2010      |
| Більська Наталя Михайлівна  | Сільський голова, 1976 року народження, освіта вища, позапартійна | 31.10.2010   |                 |

Примітка: таблиця складена за даними сайту Верховної Ради України

### Депутати
За результатами місцевих виборів 2010 року депутатами ради стали:

#### За суб'єктами висування
| Суб'єкт висування | Кількість обраних депутатів | %    |
| ----------------- | --------------------------- | ---- |
| Партія регіонів   | 13                          | 92,9 |
| Самовисування     | 1                           | 7,1  |

#### За округами
| № округу        | Прізвище, ім'я, по батькові     | Дата визнання обраним | Освіта             | Партійна приналежність | Відомості про обраного депутата                  |
| --------------- | ------------------------------- | --------------------- | ------------------ | ---------------------- | ------------------------------------------------ |
| Партія регіонів |                                 |                       |                    |                        |                                                  |
| 1               | Єремєєвич Раїса Іванівна        | 31.10.2010            | вища               | позапартійна           | Виноградівська загальноосвітня школа, вчитель    |
| 2               | Якущенко Валентина Сергіївна    | 31.10.2010            | вища               | позапартійна           | Виноградівська сільська рада, секретар           |
| 3               | Клипакова Ольга Вікторівна      | 31.10.2010            | вища               | член Партії регіонів   | Виноградівська загальноосвітня школа, викладач   |
| 4               | Петрішина Мар'яна Григорівна    | 31.10.2010            | вища               | член Партії регіонів   | Виноградівська загальноосвітня школа, викладач   |
| 5               | Закалюжний Петро Іванович       | 31.10.2010            | середня            | позапартійний          | пенсіонер                                        |
| 7               | Каруна Таїсія Леонідівна        | 31.10.2010            | середня спеціальна | член Партії регіонів   | тимчасово не працює                              |
| 7               | Чехлова Ольга Миколаївна        | 31.10.2010            | вища               | член Партії регіонів   | поштове відділення в с. Виноградове, завідувачка |
| 8               | Остапчук Надія Дементіївна      | 31.10.2010            | середня            | позапартійна           | Євпаторійський молокозавод, приймальниця молока  |
| 9               | Моїсеєв Сергій Гаврилович       | 31.10.2010            | вища               | член Партії регіонів   | пенсіонер                                        |
| 10              | Іоніна Ніна Павлівна            | 31.10.2010            | вища               | член Партії регіонів   | Виноградівська загальноосвітня школа, викладач   |
| 12              | Давіденко Олена Володимирівна   | 22.01.2012            | середня            | член Партії регіонів   | тимчасово не працює                              |
| 13              | Арнаутова Галина Іванівна       | 31.10.2010            | вища               | член Партії регіонів   | Виноградівська сільська бібліотека, завідувачка  |
| 14              | Сентібраїмов Айдер Сейдаметович | 31.10.2010            | середня            | позапартійний          | фермерське господарство, фермер                  |
| Самовисування   |                                 |                       |                    |                        |                                                  |
| 11              | Стефанішина Марія Федорівна     | 26.01.2014            | середня спеціальна | член Партії регіонів   | , пенсіонерка                                    |